# Buncey
Buncey é uma comuna francesa na região administrativa da Borgonha-Franco-Condado, no departamento [[Côte-d'Or]]. Estende-se por uma área de 26,33 km². Em 2010 a comuna tinha 381 habitantes (densidade: 14,5 hab./km²).